# Trinomys
Genre
Trinomys est un genre de rongeurs de la famille des Echimyidae qui regroupe des petits mammifères d'Amérique du Sud appelés aussi rats épineux.
Ce genre a été décrit pour la première fois en 1921 par le zoologiste britannique Michael Rogers Oldfield Thomas (1858-1929). 

## Liste des espèces et sous-espèces
Selon Mammal Species of the World (version 3, 2005)  (27 sept. 2012), ITIS (27 sept. 2012) :
- Trinomys albispinus (I. Geoffroy Saint-Hilaire, 1838)
- Trinomys dimidiatus (Günther, 1877)
- Trinomys eliasi (Pessôa & Reis, 1993)
- Trinomys gratiosus (Moojen, 1948)
- Trinomys iheringi (Thomas, 1911)
- Trinomys mirapitanga Lara, Patton & Hingst-Zaher, 2002
- Trinomys moojeni (Pessôa, Oliveira & Reis, 1992)
- Trinomys myosuros (Lichtenstein, 1820)
- Trinomys paratus (Moojen, 1948)
- Trinomys setosus (Desmarest, 1817)
- Trinomys yonenagae Rocha, 1995